# Investigating Sex
Investigating Sex, auch bekannt als Intimate Affairs, ist eine US-amerikanisch-deutsche Filmkomödie aus dem Jahr 2001. Regie führte Alan Rudolph, der auch gemeinsam mit Michael Henry Wilson das Drehbuch anhand des Buches Recherches Sur la sexualite archives du surealisme von José Pierre schrieb und den Film mitproduzierte. Die Hauptrollen übernahmen Neve Campbell, Til Schweiger und Nick Nolte.

## Handlung
Die Handlung spielt in Neuengland in den 1930er Jahren. Eine Gruppe Menschen, vorwiegend Künstler, wird von dem Unternehmer Faldo und von seiner Frau Sasha eingeladen. Sie diskutieren offen über Sex; Zoe und Alice schreiben das Gespräch auf. Es werden unter anderen Themen wie Masturbation und Gruppensex angesprochen.

## Hintergrund
Der Film wurde in Berlin gedreht. Seine Produktionskosten betrugen schätzungsweise acht Millionen US-Dollar. Am 17. Juni 2001 wurde der Film auf dem Seattle Film Festival gezeigt, dem am 21. September 2002 eine Vorführung auf dem Helsinki International Film Festival folgte. In Spanien wurden ca. 18.000 Kinozuschauer gezählt. In Deutschland wurde der Film im Dezember 2006 direkt auf DVD veröffentlicht.

## Kritiken
Das Lexikon des internationalen Films befand: „Zum dritten Mal stellt Alan Rudolph einen lasterhaften Kreis vor, diesmal inspiriert von André Bretons Recherches sur la sexualité archives du surrealisme. Der recht dialoglastige Ensemblefilm fesselt als anspruchsvolle Unterhaltung.“
Ken Eisner schrieb im Branchenblatt Variety, der Versuch der Wiederherstellung der libertinischen Atmosphäre in den Kreisen der europäischen Boheme der 1920er Jahre sei trotz der guten Besetzung nur teilweise überzeugend. Das gebotene „Geschwätz“ sei „ermüdend“; der Film beinhalte sprachliche Anachronismen. Dermot Mulroney besteche in seiner Rolle, außerdem wurden Neve Campbell, die Musik und die Beleuchtung gelobt.